# Bajura (Isabela)
Bajura es un barrio ubicado en el municipio de Isabela en el estado libre asociado de Puerto Rico. En el Censo de 2010 tenía una población de 663 habitantes y una densidad poblacional de 52,36 personas por km².

## Geografía
Bajura se encuentra ubicado en las coordenadas 18°30′42″N 67°3′54″O / 18.51167, -67.06500. Según la Oficina del Censo de los Estados Unidos, Bajura tiene una superficie total de 12.66 km², de la cual 4.18 km² corresponden a tierra firme y (67.03%) 8.49 km² es agua.

## Demografía
Según el censo de 2010, había 663 personas residiendo en Bajura. La densidad de población era de 52,36 hab./km². De los 663 habitantes, Bajura estaba compuesto por el 87.93% blancos, el 4.37% eran afroamericanos, el 0.15% eran amerindios, el 0.3% eran asiáticos, el 0.3% eran isleños del Pacífico, el 5.73% eran de otras razas y el 1.21% pertenecían a dos o más razas. Del total de la población el 93.21% eran hispanos o latinos de cualquier raza.